# Брадфорд (тауншип, округ Уилкин, Миннесота)
Брадфорд (англ. Bradford) — тауншип в округе Уилкин, Миннесота, США. На 2000 год его население составило 119 человек.

## География
По данным Бюро переписи населения США площадь тауншипа составляет 92,0 км², из которых 92,0 км² занимает суша, водоёмов нет.

## Демография
По данным переписи населения 2000 года здесь находились 119 человек, 41 домохозяйство и 33 семьи. Плотность населения —  1,3 чел./км². На территории тауншипа расположено 46 построек со средней плотностью 0,5 построек на один квадратный километр. Расовый состав населения: 98,32 % белых и 1,68 % приходится на две или более других рас.
Из 41 домохозяйства в 41,5 % воспитывались дети до 18 лет, в 68,3 % проживали супружеские пары, в 7,3 % проживали незамужние женщины и в 19,5 % домохозяйств проживали несемейные люди. 17,1 % домохозяйств состояли из одного человека, при том 7,3 % из — одиноких пожилых людей старше 65 лет. Средний размер домохозяйства — 2,90, а семьи — 3,18 человека.
33,6 % населения — младше 18 лет, 5,0 % — в возрасте от 18 до 24 лет, 32,8 % — от 25 до 44, 8,4 % — от 45 до 64, и 20,2 % — старше 65 лет. Средний возраст — 37 лет. На каждые 100 женщин приходилось 112,5 мужчин. На каждые 100 женщин старше 18 приходилось 97,5 мужчин.
Средний годовой доход домохозяйства составлял 28 750 долларов, а средний годовой доход семьи —  37 708 долларов. Средний доход мужчин —  21 250  долларов, в то время как у женщин — 14 375. Доход на душу населения составил 14 201 доллар. За чертой бедности находились 17,9 % семей и 12,9 % всего населения тауншипа, из которых 3,1 % младше 18 и 7,1 % старше 65 лет.